# Bilateral
Bilateral è il secondo album in studio del gruppo musicale norvegese Leprous, pubblicato il 22 agosto 2011 dalla Inside Out Music in Europa e il giorno seguente nell'America del Nord.

## Antefatti
Il 5 aprile 2010 i Leprous hanno rivelato attraverso il proprio sito ufficiale di essere al lavoro al seguito di Tall Poppy Syndrome, aggiungendo di aver scritto sei brani (Forced Entry, Waste of Air, Indifference, Solitude, Thorn e Bilateral) e di averne altri due in cantiere. Tuttavia, prima delle sessioni di registrazione dell'album, il 21 dicembre dello stesso anno il bassista Halvor Strand ha lasciato in maniera amichevole il gruppo, venendo pertanto rimpiazzato da Rein Blomquist.
Nella metà di gennaio 2011 il gruppo si è recato presso i Juke Joint Studios di Notodden per le registrazioni dell'album, mentre il 28 febbraio è stata annunciata la firma di un nuovo contratto discografico con la Inside Out Music per la distribuzione del disco stesso.

## Concezione
Bilateral presenta dieci brani, di cui uno realizzato in collaborazione con il cantautore Ihsahn (produttore dell'album), ed è stato definito dal frontman Einar Solberg come «più sperimentale in molti modi rispetto a Tall Poppy Syndrome».

## Promozione
La pubblicazione dell'album è stata anticipata dal video musicale della terza traccia Restless, presentato il 14 luglio 2011, e dall'audio di Thorn, reso disponibile il successivo 2 agosto 2011.
Il 4 dicembre 2013 l'etichetta discografica indipendente finlandese Blood Music ha annunciato un'edizione in doppio LP dell'album, pubblicata il 28 ottobre dell'anno seguente in tiratura limitata a 250 copie. Il 27 gennaio 2017 anche la Inside Out Music ha ripubblicato l'album in edizione doppio LP.
Il 10 aprile 2021 i Leprous hanno eseguito il disco dal vivo nella sua interezza in occasione di un evento trasmesso anche in live streaming. Per celebrare i suoi dieci anni l'album è stato nuovamente proposto per intero il 26 e 27 novembre rispettivamente a Varsavia e a Istanbul.

## Tracce
Testi di Tor Oddmund Suhrke.
1. Bilateral – 4:00 (musica: Øystein Landsverk, Tor Oddmund Suhrke, Einar Solberg)
2. Forced Entry – 10:20 (musica: Einar Solberg, Øystein Landsverk)
3. Restless – 3:30 (musica: Øystein Landsverk)
4. Thorn – 5:47 (musica: Einar Solberg, Tor Oddmund Suhrke, Øystein Landsverk)
5. MB. Indifferentia – 6:33 (musica: Einar Solberg)
6. Waste of Air – 5:32 (musica: Einar Solberg)
7. Mediocrity Wins – 6:07 (musica: Tor Oddmund Suhrke, Einar Solberg)
8. Cryptogenic Desires – 2:45 (musica: Einar Solberg)
9. Acquired Taste – 5:13 (musica: Einar Solberg)
10. Painful Detour – 8:18 (musica: Einar Solberg, Tor Oddmund Suhrke)

## Formazione
Gruppo
- Einar Solberg – voce, tastiera, arrangiamento
- Tor Oddmund Suhrke – chitarra, arrangiamento
- Øystein Skonseng Landsverk – chitarra, arrangiamento
- Rein Blomquist – basso, arrangiamento
- Tobias Ørnes Andersen – batteria, arrangiamento

Altri musicisti
- Ihsahn – voce aggiuntiva (traccia 4)
- Vegard Sandbukt – tromba (tracce 4 e 10)

Produzione
- Leprous – produzione
- Ihsahn – coproduzione, registrazione[13]
- Heidi Solberg Tveitan – registrazione
- Rune Børø – registrazione tromba e tastiera aggiuntiva
- Ivar Barstad – editing aggiuntivo
- Jens Bogren – missaggio, mastering